# Kaiserstraße 108 (Mönchengladbach)

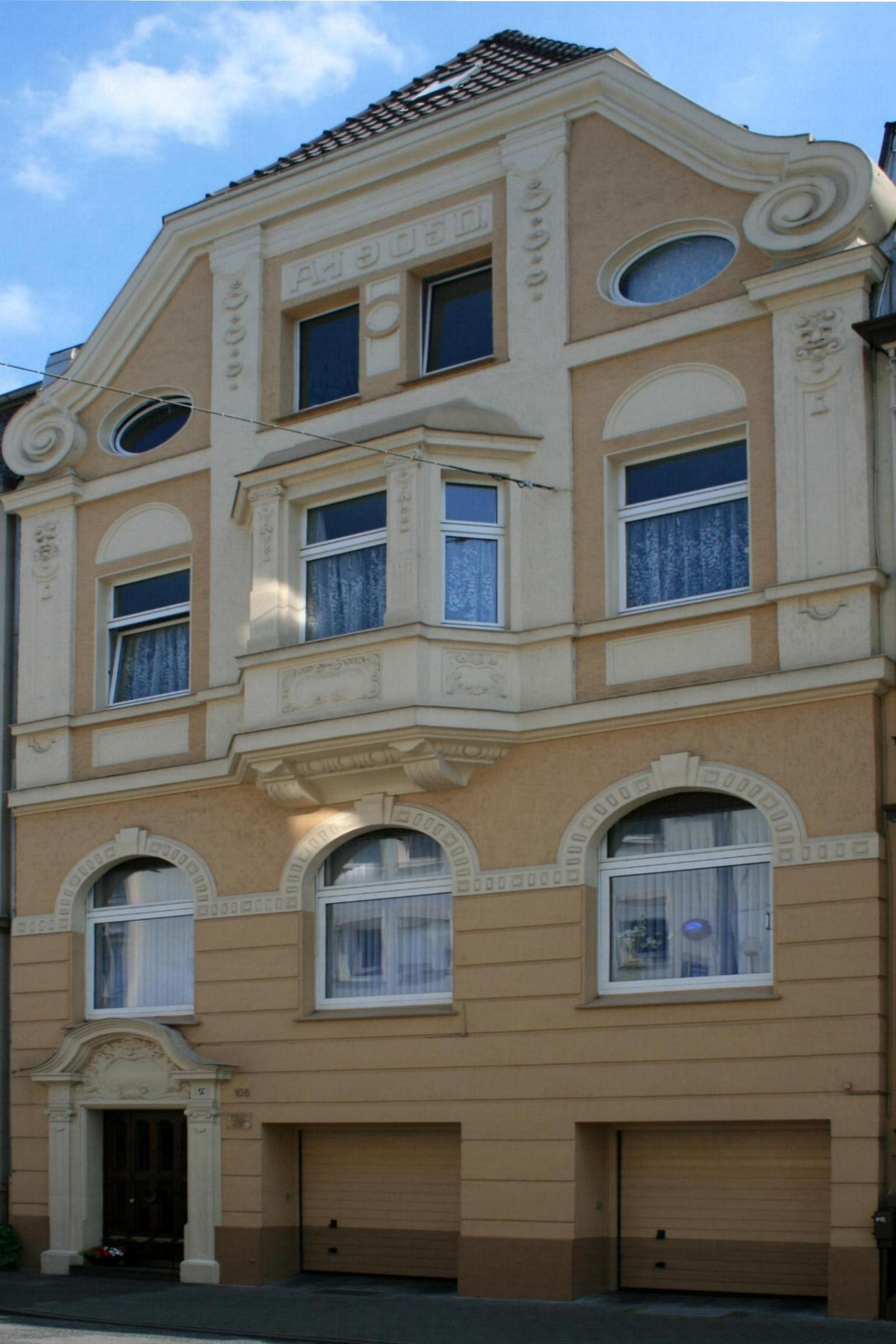
Wohnhaus (2010)

Das Wohnhaus Kaiserstraße 108 steht in Mönchengladbach (Nordrhein-Westfalen).
Das Gebäude wurde 1905 erbaut. Es wurde unter Nr. K 022  am 24. September 1985 in die Denkmalliste der Stadt Mönchengladbach eingetragen.

## Architektur
Giebelständig orientiertes Wohnhaus von drei Fensterachsen über einem niedrigen Erdgeschoss mit zwei Obergeschossen und ausgebautem Krüppelwalmdach. Im Giebelfenster die Jahreszahl 1905.
Im größeren Zusammenhang der Straßenrandbebauung als charakteristisches bürgerliches Wohnhaus des Späthistorismus erhaltenswert.